# Jüdischer Friedhof (Trstín)

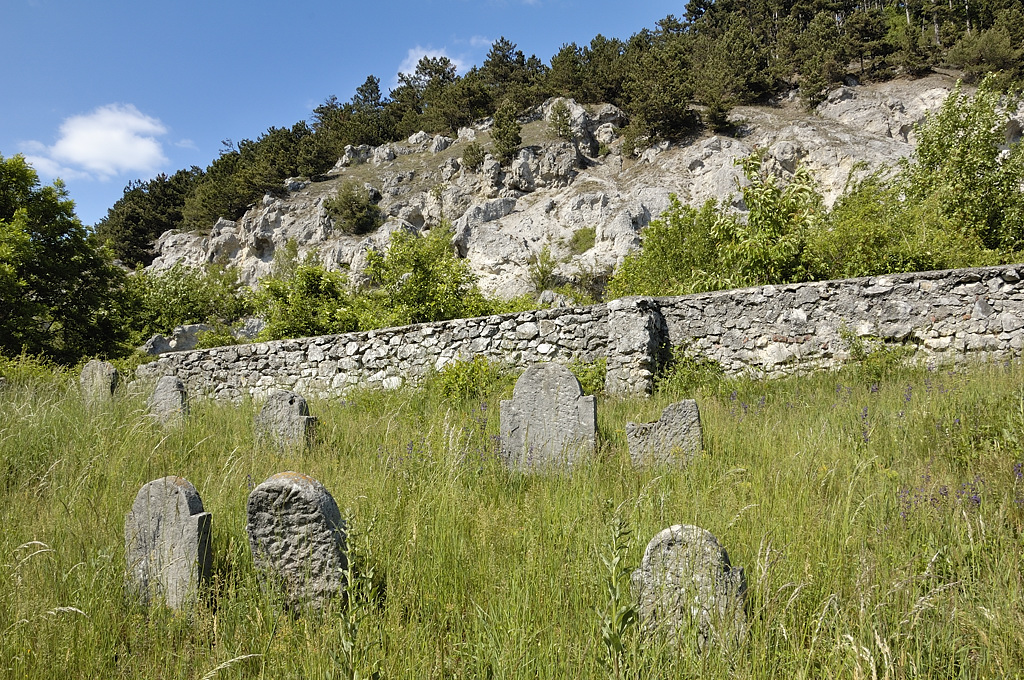
Jüdischer Friedhof in Trstín

Der Jüdische Friedhof in Trstín, einer slowakischen Gemeinde im Bezirk Trnava, wurde vermutlich im 19. Jahrhundert errichtet.
Der jüdische Friedhof liegt nördlich des Ortes an der Landstraße. Der Friedhof ist von einer Mauer umgeben.